# Збірна Північної Америки з хокею із шайбою
Збірна Північної Америки з хокею із шайбою — збірна команда Північної Америки, що створена за участі Міжнародної федерації хокею, НХЛ та Асоціації гравців Національної хокейної ліги і представляє молодих гравців віком до 23-х років з Канади та США для участі в Кубку світу з хокею з шайбою 2016.
Збірна під такою назвою брала участь у матчі усіх зірок НХЛ 1998 та 2002 років.

## Склад збірної
Головний тренер: Тодд Макліллан (Канада).
| №  | Поз. | Гравець                | Зріст  | Вага   | Дата народження | Команда              |
| -- | ---- | ---------------------- | ------ | ------ | --------------- | -------------------- |
| 36 | В    | Джон Гібсон            | 191 см | 91 кг  | 14.07.1993      | Анагайм Дакс         |
| 37 | В    | Коннор Еллебюйк        | 193 см | 94 кг  | 19.05.1993      | Вінніпег Джетс       |
| 30 | В    | Метт Мюррей            | 193 см | 81 кг  | 25.05.1994      | Піттсбург Пінгвінс   |
| 5  | З    | Аарон Екблад           | 193 см | 98 кг  | 7.02.1996       | Флорида Пантерс      |
| 53 | З    | Шейн Гостісбер         | 180 см | 82 кг  | 20.04.1993      | Філадельфія Флайєрс  |
| 3  | З    | Сет Джонс              | 193 см | 93 кг  | 3.10.1994       | Колумбус Блю-Джекетс |
| 27 | З    | Раян Мюррей            | 183 см | 90 кг  | 27.09.1993      | Колумбус Блю-Джекетс |
| 4  | З    | Колтон Парайко         | 198 см | 103 кг | 12.05.1993      | Сент-Луїс Блюз       |
| 44 | З    | Морган Райллі          | 185 см | 82 кг  | 9.03.1994       | Торонто Мейпл-Ліфс   |
| 8  | З    | Джейкоб Труба          | 188 см | 85 кг  | 26.02.1994      | Вінніпег Джетс       |
| 14 | Ц    | Шон Кутюр'є            | 191 см | 89 кг  | 7.12.1992       | Філадельфія Флайєрс  |
| 72 | ПН   | Джонатан Друен         | 180 см | 85 кг  | 28.03.1995      | Тампа-Бей Лайтнінг   |
| 15 | Ц    | Джек Ейчел             | 188 см | 91 кг  | 28.10.1996      | Баффало Сейбрс       |
| 13 | ЛН   | Джонні Гудро           | 175 см | 68 кг  | 13.08.1993      | Калгарі Флеймс       |
| 71 | ПН   | Ділан Ларкін           | 185 см | 86 кг  | 30.07.1996      | Детройт Ред-Вінгс    |
| 29 | ПН   | Натан Мак-Кіннон       | 183 см | 85 кг  | 1.09.1995       | Колорадо Аваланч     |
| 34 | Ц    | Остон Метьюс           | 188 см | 89 кг  | 17.09.1997      | Торонто Мейпл-Ліфс   |
| 97 | Ц    | Коннор Мак-Девід       | 185 см | 88 кг  | 13.01.1997      | Едмонтон Ойлерс      |
| 10 | ЛН   | Джей Ті Міллер         | 185 см | 91 кг  | 14.03.1993      | Нью-Йорк Рейнджерс   |
| 93 | Ц    | Райан Ньюджент-Гопкінс | 183 см | 86 кг  | 12.04.1993      | Едмонтон Ойлерс      |
| 20 | ЛН   | Брендон Саад           | 185 см | 92 кг  | 27.10.1992      | Колумбус Блю-Джекетс |
| 55 | Ц    | Марк Шейфеле           | 191 см | 94 кг  | 15.03.1993      | Вінніпег Джетс       |
| 21 | Ц    | Венсан Трочек          | 178 см | 83 кг  | 11.07.1993      | Флорида Пантерс      |

Шон Монеген був спочатку заявлений до складу збірної але через травму його змінив Венсан Трочек.

## Сумарний здобуток збірної
| Команда   | І | В | ПО | П | ШЗ | ШП |
| --------- | - | - | -- | - | -- | -- |
| Європа    | 2 | 2 | 0  | 0 | 11 | 4  |
| Чехія     | 1 | 0 | 0  | 1 | 2  | 3  |
| Фінляндія | 1 | 1 | 0  | 0 | 4  | 1  |
| Швеція    | 1 | 1 | 0  | 0 | 4  | 3  |
| Росія     | 1 | 0 | 0  | 1 | 3  | 4  |